# Proces beatyfikacyjny i kanonizacyjny Jana Pawła II
Proces beatyfikacyjny i kanonizacyjny Jana Pawła II rozpoczął się właściwie żądaniem santo subito (wł. "święty natychmiast"), który był zwrotem pojawiającym się na transparentach zgromadzonych osób podczas uroczystości pogrzebowych papieża Jana Pawła II na placu św. Piotra w Watykanie 8 kwietnia 2005 roku. W ten sposób wierni Kościoła katolickiego domagali się od przyszłego papieża, jeszcze przed jego wyborem, aby niezwłocznie po rozpoczęciu nowego pontyfikatu podjął procedurę zmierzającą do kanonizacji Jana Pawła II. Zwrot ten nawiązuje do tradycji chrześcijańskiej.

## Tło prawne i historyczne
Znawcy prawa kanonicznego twierdzą bowiem, że nie istnieją żadne doktrynalne przeszkody, aby stosowane do tej pory długie, często kilkudziesięcioletnie procesy beatyfikacyjne zmierzające do beatyfikacji, a następnie procesy kanonizacyjne nadzwyczajnie skrócić. Na przykład w przeszłości kanonizacja wyglądała inaczej niż dziś: w XVIII wieku papież Benedykt XIV po prostu wpisał niektórych świętych do martyrologium, a wcześniej o uznaniu za świętego decydowały poszczególne chrześcijańskie wspólnoty lokalne (np. mieszkańcy Rzymu czy Mediolanu). W 1983 Jan Paweł II bullą Novae Leges pro Causis Sanctorum wprowadził zasadę co najmniej 5-letniego oczekiwania od chwili śmierci osoby odznaczającej się szczególnymi cnotami w ciągu życia, ale również sam – wobec Matki Teresy z Kalkuty – po raz pierwszy tę regułę naruszył. Od 1983 r. proces kanonizacyjny reguluje konstytucja apostolska Jana Pawła II Divinus perfectionis Magister.

## Beatyfikacja

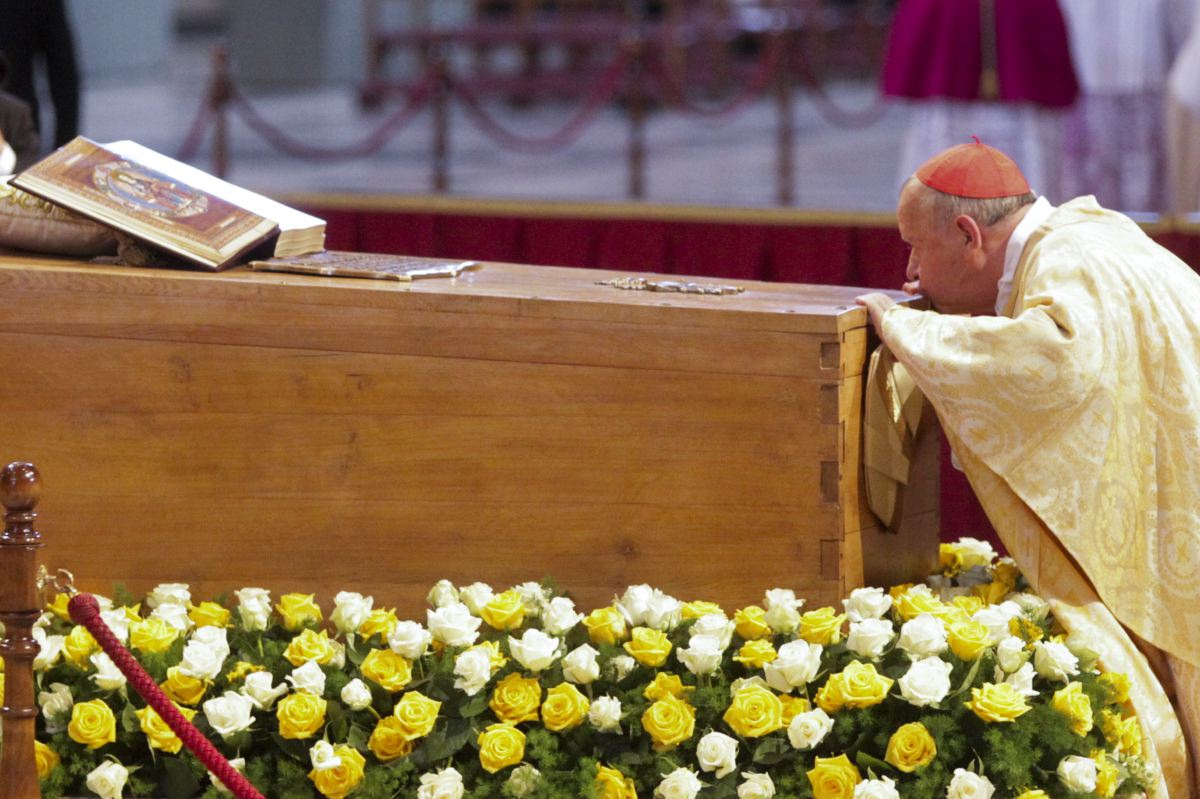
Trumna ze zmarłym Janem Pawłem II; obok kard. Stanisław Dziwisz

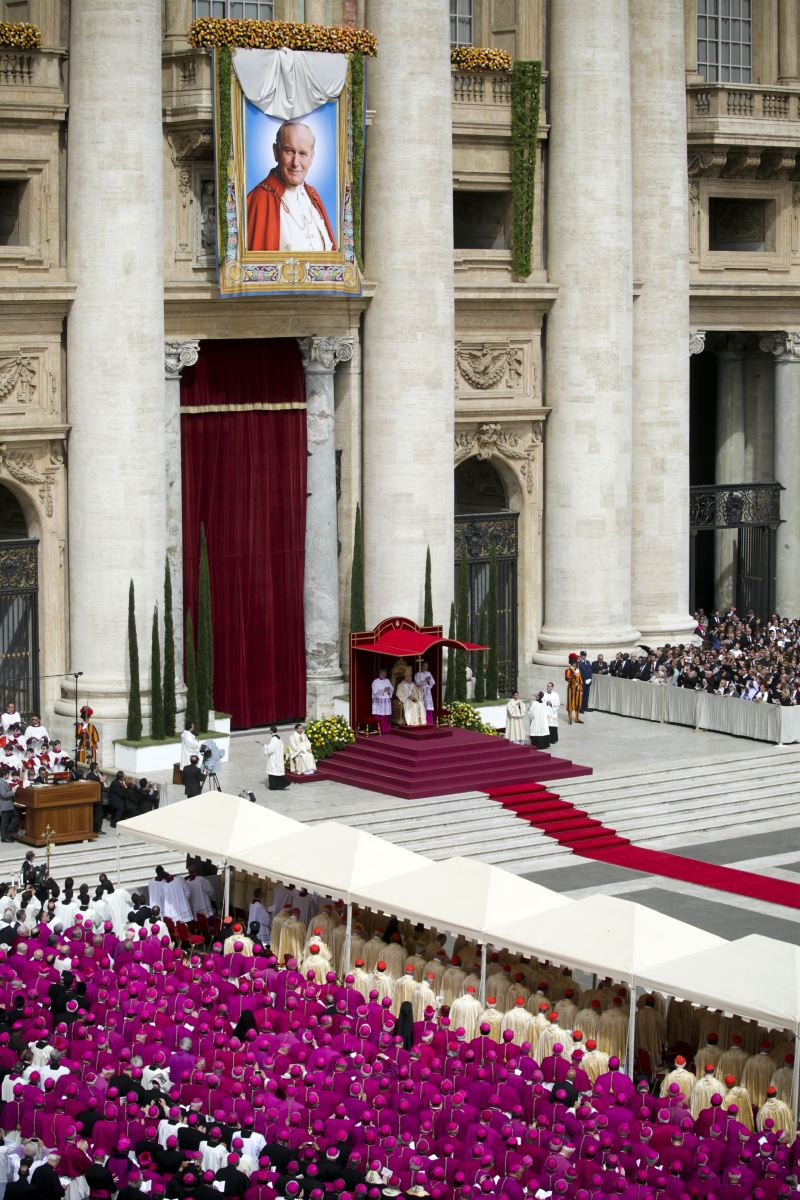
Msza beatyfikacyjna

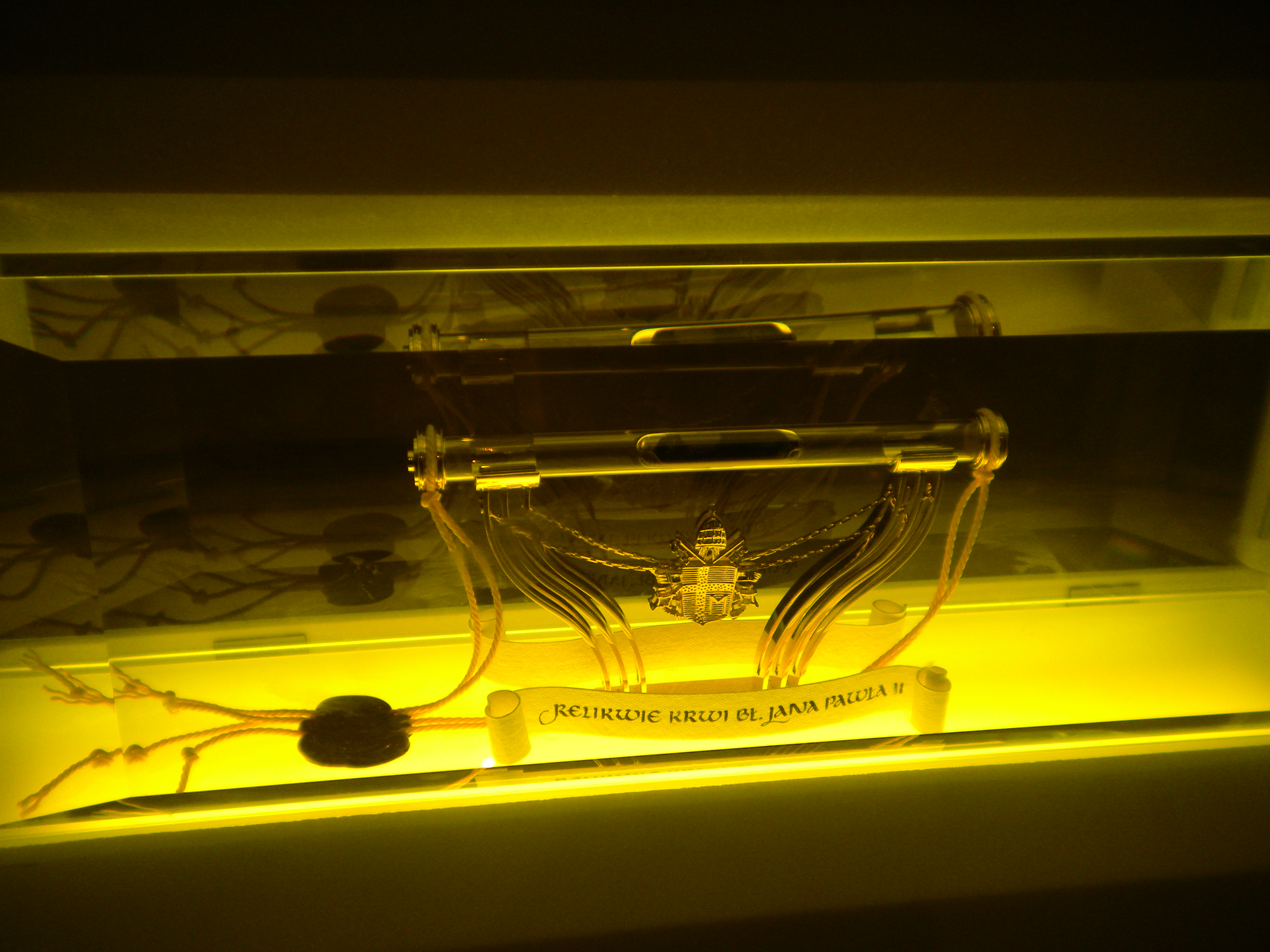
Relikwiarz z ampułką zawierająca krew Jana Pawła II umieszczony w mensie ołtarzowej w Centrum Jana Pawła II „Nie lękajcie się” w Łagiewnikach w Krakowie

- Już 9 maja 2005 roku papież Benedykt XVI także skorzystał z przysługującego mu uprawnienia i ogłosił, że nie widzi przeszkód, aby proces beatyfikacyjny Jana Pawła II rozpoczął się natychmiast, bez zachowania wymaganego pięcioletniego okresu[1]. Formalnie proces rozpoczął się 28 czerwca 2005, kiedy zaprzysiężeni zostali członkowie trybunału beatyfikacyjnego. Postulatorem procesu został polski ksiądz, Sławomir Oder.
- 23 marca 2007 trybunał diecezjalny badający tajemnicę uzdrowienia jednej z francuskich zakonnic – Marie Simon-Pierre Normand – za wstawiennictwem papieża Polaka potwierdził fakt zaistnienia cudu. Po niespodziewanym uzdrowieniu, o które na modlitwie prosiły za wstawiennictwem zmarłego papieża członkinie jej zgromadzenia, powróciła do pracy w szpitalu dziecięcym. Przy okazji podania tej wiadomości ks. Oder poinformował, że istnieje kilkaset świadectw dotyczących uzdrowienia za wstawiennictwem Jana Pawła II. Trybunał beatyfikacyjny jest na etapie przygotowywania kolejnych procesów dotyczących cudów.
- 2 kwietnia 2007 miało miejsce oficjalne zamknięcie diecezjalnej fazy procesu beatyfikacyjnego w bazylice św. Jana na Lateranie w obecności wikariusza generalnego Rzymu, kardynała Camillo Ruiniego.
- 16 listopada 2009 w watykańskiej Kongregacji Spraw Kanonizacyjnych odbyło się posiedzenie komisji kardynałów w sprawie beatyfikacji Jana Pawła II. Obrady komisji zakończyło głosowanie, w którym podjęto decyzję o skierowaniu do Benedykta XVI prośby o wyniesienie polskiego papieża na ołtarze. Do całkowitego zakończenia procesu beatyfikacyjnego niezbędna była promulgacja (zatwierdzenie) przez papieża Benedykta XVI dekretów: o heroiczności cnót Jana Pawła II i o uznaniu cudu przypisywanego jego wstawiennictwu.
- 19 grudnia 2009 papież Benedykt XVI podpisał dekret o uznaniu heroiczności cnót Jana Pawła II, który zamyka zasadniczą część jego procesu beatyfikacyjnego. Jednocześnie rozpoczęło się dochodzenie dotyczące cudu uzdrowienia przypisywanego wstawiennictwu polskiego papieża: niewytłumaczalnego z medycznego punktu widzenia nagłego ustąpienia objawów zaawansowanej choroby Parkinsona u francuskiej zakonnicy Marie Simon-Pierre Normand.
- 12 stycznia 2011 komisja Kongregacji Spraw Kanonizacyjnych zaaprobowała cud za wstawiennictwem Jana Pawła II mający polegać na uzdrowieniu francuskiej zakonnicy[2]. Zgodnie z konstytucją apostolską Jana Pawła II Divinus perfectionis Magister z 1983 r. ustalającą nowe zasady postępowania kanonizacyjnego orzeczenie Kongregacji zostało przedstawione papieżowi, który ma wyłączne prawo decyzji o kościelnym kulcie publicznym Sług Bożych[3].

- 14 stycznia 2011 Papież Benedykt XVI podpisał dekret o cudzie, wyznaczył na dzień 1 maja 2011 beatyfikację papieża Jana Pawła II, której dokonał osobiście w Watykanie na placu św. Piotra.
- 1 maja 2011 nastąpiła beatyfikacja Jana Pawła II podczas uroczystej mszy świętej na placu św. Piotra w Rzymie[4]. Nabożeństwo prowadził papież Benedykt XVI, uroczystą mszę koncelebrowało kilka tysięcy kardynałów, arcybiskupów i biskupów z całego świata. Polskę reprezentował prezydent Bronisław Komorowski wraz z małżonką, wśród obecnych na placu byli również prezydenci: Włoch Giorgio Napolitano, Meksyku Felipe Calderón, Bośni Bakir Izetbegović, Albanii Bamir Topi, Estonii Toomas Hendrik Ilves, Beninu Thomas Yayi Boni, Kamerunu Paul Biya, Demokratycznej Republiki Konga Denis Sassou-Nguesso oraz Hondurasu Porfirio Lobo Sosa. We włoskiej delegacji obecny był również premier Silvio Berlusconi oraz przewodniczący obu izb parlamentu. Przybył również przywódca Zimbabwe Robert Mugabe. Belgię reprezentowała rodzina królewska – król Albert II z królową Paolą, Francję – premier François Fillon, Litwę – premier Andrius Kubilius, Stany Zjednoczone i Rosję reprezentowali ambasadorowie[5]. Niemcy reprezentował minister spraw zagranicznych Hans-Peter Friedrich. Przybyli również przewodniczący Komisji Europejskiej José Manuel Barroso, przewodniczący Parlamentu Europejskiego Jerzy Buzek i przewodniczący Rady Europejskiej Herman Van Rompuy[6].

Liczba wiernych uczestniczących w nabożeństwie jest szacowana na 1,5 mln osób, w tym trzysta tysięcy Polaków. Relikwiarz zawierający krew papieża wniosła francuska zakonnica Marie Simon-Pierre Normand, uzdrowiona przez błogosławionego.

## Krytyka beatyfikacji
Niektórzy katolicy kwestionują słuszność beatyfikacji. Podważana jest zarówno prawdziwość cudu, jak i to czy powinien on być przypisywany Janowi Pawłowi II, czy raczej modlitwom Marie Simon-Pierre Normand do innych świętych. Również krytycznie oceniano pośpiech beatyfikacji w świetle skandalu nadużyć seksualnych w Kościele katolickim. Jan Paweł II był oskarżany o nierozpoznanie znaczenia nadużyć seksualnych w Kościele katolickim, dopóki nie wybuchły skandale w Ameryce w 2002. Był również krytykowany za nierozpoznanie podwójnego życia Marciala Maciela Degollado i za przyzwolenie biskupom diecezjalnym na przenoszenie księży pedofilów pomiędzy parafiami zamiast zgłaszania ich przestępstw odpowiednim władzom.

## Kanonizacja
- 5 lipca 2013 papież Franciszek wydał dekret w sprawie cudu za wstawiennictwem bł. Jana Pawła II[13]. Cudem tym, jak poinformował ks. Federico Lombardi, jest zatwierdzone przez lekarzy i teologów z Kongregacji Spraw Kanonizacyjnych i niewytłumaczalne z punktu widzenia medycznego, uzdrowienie kobiety z Kostaryki, Floribeth Mora Diaz cierpiącej na nieoperacyjnego tętniaka mózgu[14]. Kobieta, oglądając beatyfikację Jana Pawła II, zaczęła do niego się modlić, po czym doznała nagłego uzdrowienia[14]. Papież Franciszek poinformował, że razem z Janem Pawłem II, kanonizowany zostanie również bł. Jan XXIII[13][15]. Data kanonizacji obu papieży zostanie ujawniona na konsystorzu[14][16][17].
- 30 września 2013 odbył się konsystorz na którym papież Franciszek ogłosił dzień 27 kwietnia 2014 (tj. Niedziela Miłosierdzia Bożego) jako datę kanonizacji Jana Pawła II i Jana XXIII[18].
- 27 kwietnia 2014 w Niedzielę Miłosierdzia Bożego papież Franciszek przy koncelebrze emerytowanego biskupa Rzymu Benedykta XVI odprawił na placu św. Piotra mszę świętą kanonizacyjną obu papieży[19]. W uroczystości uczestniczyło wiele zagranicznych delegacji, w tym także z Polski[20].